# ФК Печуј БТЦ

ФК Печуј БТЦ (мађ. Pécsi Bőrgyári TC), је био мађарски фудбалски клуб. Седиште клуба је било у Печују, Мађарска. Боје клуба су у време основања била зелена и бела. Клуб се се у сезони 1924/25. појавио као друголигашки представник у разигравању за прволигашке квалификације. После између 1925. и 1932. године нема информација о функционисању клуба, тек од 1932. има више података. Кожара која је финансирала фудбалски клуб је затворена 2009. године а самим тиим је и клуб престао са радом. 

## Историјат клуба
ФК Печуј БТЦ је основан као секција Атлетског клуба Печуј (Pécsi Athletikai Club). Атлетски клуб се помиње 1888. године у јануарском издању Херкулеса, спортских новина. Атлетски клуб се спомиње такође 1911. са разним вестима током целе године., такође и током двадесетих година клуб је активан.  Фудбалски клуб најављује своју утакмицу 1924. године

## Историјат имена клуба
- 1932 - 1950 − БТЦ Печуј
- 1950 - 1951 − Берипари Долгозок СЕ Печуј
- 1952 - 1956 − Вереш Лобого Печуј
- 1956 - 1992 − Берђари Торна Цлуб Печуј